# Kullens BK
Kullens BK var en fotbollsförening från Göteborg 1944-1987. Föreningen sammanslogs 1987 med Göteborgs AIK i Gaik/Kullens BK. Kullen spelade i gamla division III, dåtidens tredje högsta serie, 1960-1965 och 1967-1972.